# Phytolacca
Genre
Classification phylogénétique
Phytolacca est un genre de plantes arbustives, arborescentes ou herbacées de la famille des Phytolaccaceae.
Ses espèces sont parfois appelées « phytolaques ». En France, on trouve le Raisin d'Amérique (Phytolacca americana) qui présente des caractéristiques d'une espèce exotique envahissante.

## Liste d'espèces
- Phytolacca abyssinica Hoffm.
- Phytolacca americana L. - ou raisin d'Amérique.
- Phytolacca acinosa Roxb. - (syn. Phytolacca esculenta Van Houtte) (naturalisé en Europe).
- Phytolacca bogotensis Kunth
- Phytolacca clavigera W.W.Sm. - Phytolacca chinoise
- Phytolacca dioica L. - Le Belombra. Il s'agit d'un arbre souvent planté sur la Côte d'Azur.
- Phytolacca dodecandra L'Hér.
- Phytolacca heteropetala H.Walt.
- Phytolacca heterotepala H.Walter
- Phytolacca icosandra L. - ou raisin tropical.
- Phytolacca rivinoides Kunth & C.D.Bouché
- Phytolacca sandwicensis Endl.

## Phytolacca americana: envahissante et toxique
Phytolacca americana originaire des États-Unis, une grande plante aux fruits noirs ridés en grande grappe (le jus, pourpre, toxique, est utilisé en teinture), connue sous le nom de « raisin d'Amérique ». Cette plante était utilisée pour teinter artificiellement le vin. Elle pousse encore librement autour des centrales vinicoles de l'Hérault (Marseillan).
Très toxique et « facteur de déforestation » : par sa toxicité, elle étouffe les plantes de sous-bois (sauf la ronce et la fougère) et tue les jeunes pousses de pins et de chênes. Elle a parfois fait l'objet de campagne d'arrachage dans les forêts d'Île-de-France, par exemple en 2009, par le Club alpin français local.